# Gliese 667
Gliese 667 (abgekürzt GJ 667, auch als 142 G. Scorpii und HR 6426 bezeichnet) ist ein etwas über 23 Lichtjahre von der Sonne entferntes Dreifachsternsystem im Sternbild Skorpion. Es besteht aus zwei Hauptreihensternen der Spektralklasse K (Gliese 667 A und B), die einander in 42 Jahren einmal umkreisen, sowie einem Roten Zwerg der Spektralklasse M (Gliese 667 C), der beide weiter außen umkreist. Seit 2009 ist bekannt, dass die dritte Komponente Gliese 667 C ein Planetensystem besitzt, wobei die Existenz von zwei Exoplaneten als gesichert gilt. Die darüber hinausgehende Entdeckung von bis zu fünf weiteren möglichen Planeten konnte bisher nicht bestätigt werden.
Mit einer scheinbaren Helligkeit von 5,91 mag ist Gliese 667 bei klarem und mondlosem Himmel ohne Lichtverschmutzung als sehr lichtschwacher Stern nordwestlich von Shaula (Lambda Scorpii) und Lesath (Ypsilon Scorpii) mit freiem Auge sichtbar.

## Komponenten

### Gliese 667 A
Gliese 667 A hat die Spektralklasse K3 V und weist 73 % der Sonnenmasse sowie 76 % des Sonnenradius auf, jedoch nur etwa 12 bis 13 % der Leuchtkraft der Sonne. Die gemessene Metallizität für das Paar Gliese 667 AB beträgt −0,59, deutlich geringer als bei der Sonne. Die Komponenten A und B umkreisen einander in 42 Jahren bei einer scheinbaren Distanz von 1,8 Bogensekunden. Sie wurden im 19. Jahrhundert als Doppelstern erkannt und verzeichnet.

### Gliese 667 B
Gliese 667 B hat die Spektralklasse K5 V und rund 69 % der Sonnenmasse sowie 70 % des Sonnenradius.

### Gliese 667 C
Gliese 667 C hat die Spektralklasse M1.5 V und ist mindestens 230 AE vom Paar Gliese 667 AB entfernt. Als lichtschwacher Roter Zwerg weist er lediglich 31 % der Masse bzw. 42 % des Radius der Sonne auf und hat nur 1,4 % der Leuchtkraft der Sonne.

## Planetensystem

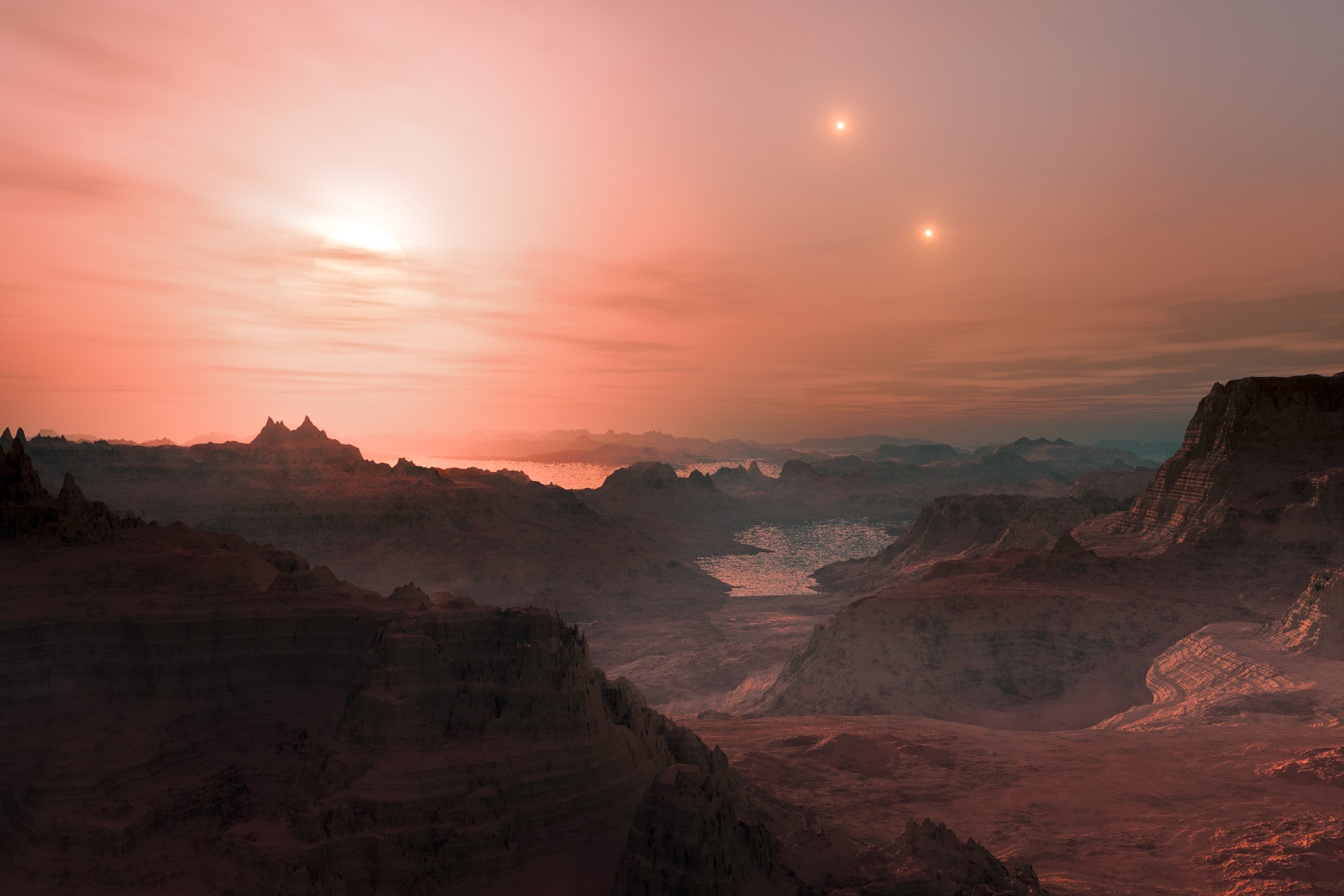
Künstlerische Darstellung der Oberfläche von Gliese 667 Cc mit Blick auf die drei Sterne

Am 19. Oktober 2009 wurde die Entdeckung eines Exoplaneten um Gliese 667 C bekanntgegeben, dessen Entdeckung mit dem Échelle-Spektrographen HARPS der ESO erfolgte. Dieser erhielt entsprechend der Vorgehensweise bei der Benennung von Exoplaneten die Bezeichnung Gliese 667 Cb. Der Planet hat etwas mehr als die fünfeinhalbfache Masse der Erde und umkreist seinen Zentralstern in rund 7 Tagen. Er ist das massereichste Mitglied des Planetensystems und entweder als Supererde oder als Mini-Neptun einzustufen.
Wiederum auf Basis von Messdaten des HARPS-Instruments wurde am 21. November 2011 die Entdeckung von Gliese 667 Cc publiziert. und am 2. Februar 2012 durch Forscher der Universität Göttingen und der Carnegie Institution for Science verkündet. Der Planet mit etwa der vierfachen Masse der Erde umkreist Gliese 667 C in rund 28 Tagen und befindet sich in dessen habitabler Zone, in der flüssiges Wasser auf der Planetenoberfläche existieren kann.

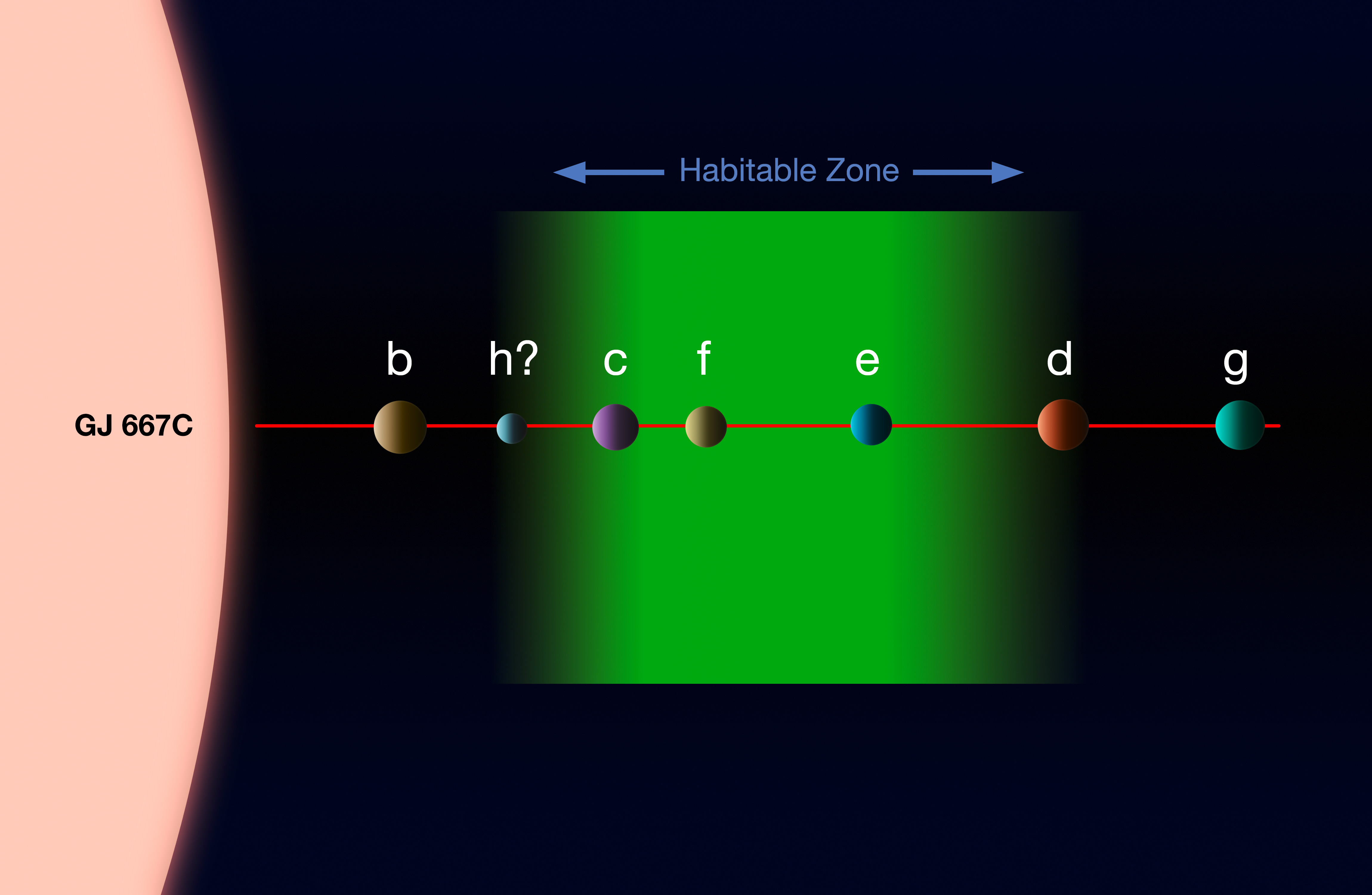
Planetensystem von Gliese 667 Cc mit den angenommenen sechs bis sieben Planeten (zweifelhaft)

Weitergehende Untersuchungen und die Analyse älterer Daten ließen auf die Existenz von bis zu vier oder fünf weiteren Planeten schließen, deren Entdeckung am 25. Juni 2013 veröffentlicht wurde. Sie sollten in jeweils rund 39 (Gliese 667 Cf), 62 (Gliese 667 Ce), 91 (Gliese 667 Cd) und 256 Tagen (Gliese 667 Cg) einen Umlauf um ihren Zentralstern vollziehen. Demnach würde Gliese 667 C von insgesamt sechs oder sieben Planeten umkreist, davon drei Supererden in der habitablen Zone (allerdings sehr wahrscheinlich in gebundener Rotation).
Die Überprüfung der mittels der Radialgeschwindigkeitsmethode gewonnenen Daten ergab noch im gleichen Jahr, dass sich die vermeintlich vorhandenen Planeten auf Störeffekte zurückführen lassen. Bestätigt werden konnte 2014 nur die Existenz der beiden zuerst entdeckten Planeten Gliese 667 Cb und Gliese 667 Cc.
Planetensystem von Gliese 667 C in der Konfiguration gemäss Anglada-Escudé et al. (2013)
| Planet (nach Entfernung vom Stern) | Entdeckung (Jahr) | Masse (in M⊕) | Umlaufzeit (in Tagen) | Große Halbachse (in AE) | Exzentrizität |
| ---------------------------------- | ----------------- | ------------- | --------------------- | ----------------------- | ------------- |
| Gliese 667 Cb                      | 2009              | 5,6           | 7,20                  | 0,0505                  | 0,13          |
| Gliese 667 Cc                      | 2011              | 3,8           | 28,14                 | 0,125                   | 0,02          |
| Gliese 667 Cd                      | 2012              | 5,1           | 91,61                 | 0,276                   | 0,03          |
| Gliese 667 Ce                      | 2013              | 2,7           | 62,24                 | 0,213                   | 0,02          |
| Gliese 667 Cf                      | 2013              | 2,7           | 39,03                 | 0,156                   | 0,03          |
| Gliese 667 Cg                      | 2013              | 4,6           | 256,2                 | 0,549                   | 0,08          |